# 이와무라다정
이와무라다정(岩村田町)은 나가노현 기타사쿠군에 있던 정이다. 현재의 사쿠시 북부 중앙에 해당한다.

## 역사
- 1889년 4월 1일 - 정촌제 시행에 의해 3개 촌의 구역을 확장해 성립하였다.
- 1926년 7월 18일 - 경폐사건이 발생하여. 경찰서 통폐합에 반대하는 마을 주민들이 나가노시에 몰려가 항의 운동을 벌었다.
- 1954년 12월 10일 - 다카세촌·나카사토촌·히라네촌과 신설합병해 아사마정이 성립하여, 동일 이와무라다정은 폐지되었다.

## 교통

### 철도
- 일본국유철도
  - 고우미선

### 도로
- 국도 제41호선
- 나카야마 가도

## 참고문헌
- 角川日本地名大辞典 20 長野県